# 4-tert-Butylcyclohexanol
4-tert-Butylcyclohexanol ist eine chemische Verbindung aus der Gruppe der Alkohole.

## Gewinnung und Darstellung
4-tert-Butylcyclohexanol kann durch Reduktion von 4-tert-Butylcyclohexanon (zum Beispiel mit Lithiumaluminiumhydrid) oder durch Hydrierung von 4-tert-Butylphenol gewonnen werden.

## Eigenschaften
4-tert-Butylcyclohexanol ist ein brennbarer, schwer entzündbarer, weißer Feststoff mit charakteristischem Geruch, der praktisch unlöslich in Wasser ist.

## Verwendung
4-tert-Butylcyclohexanol wird seit den 1960er-Jahren als Geruchs- und Aromastoff verwendet.